# Heliconia richardiana
Heliconia richardiana là một loài thực vật có hoa trong họ Heliconiaceae. Loài này được Miq. mô tả khoa học đầu tiên năm 1844.